# T.D. Richardson
T.D. Richardson, właśc. Thomas Dow Richardson, OBE, pseud Tyke (ur. 16 stycznia 1887 w Yorku, zm. 7 stycznia 1971 w Londynie) – brytyjski łyżwiarz figurowy startujący w parach sportowych z żoną Mildred Richardson, uczestnik igrzysk olimpijskich w Chamonix (1924), autor książek o łyżwiarstwie figurowym, działacz i sędzia łyżwiarski.

## Życiorys
Rozpoczął naukę jazdy na łyżwach w wieku czterech lat, a następnie kształcił się w kilku szkołach: Lozannie, Scarborough i Trinity Hall w Cambridge. Na przełomie XIX i XX wieku Richardson udał się do Grindelwald w Szwajcarii i rozpoczął regularne treningi łyżwiarstwa figurowego. W 1905 roku dołączył do brytyjskiego związku łyżwiarskiego (ang. National Ice Skating Association) i zaczął zmieniać sposób, w jaki występowali brytyjscy łyżwiarze, od formalnego po bardziej swobodny styl. Przed wybuchem I wojny światowej brał lekcje od najlepszych wykładowców w Europie oraz ożenił się ze swoją partnerką sportową Mildred Allingham w 1915 roku. Podczas wojny Richardson służył jako kapitan brytyjskiej armii, a po zakończeniu wojny małżeństwo Richardsonów wznowiło karierę łyżwiarską i zostało wicemistrzami Wielkiej Brytanii.
W 1924 roku Richardsonowie wystąpili na zimowych igrzyskach olimpijskich 1924 w Chamonix, gdzie zajęli 8. miejsce.
PO zakończeniu kariery został sędzią łyżwiarskim oraz napisał wiele podręczników i książek o łyżwiarstwie figurowym m.in. uznaną na świecie Modern Figure Skating. Ponadto był korespondentem sportów zimowych dla The Times od zakończenia II wojny światowej do 1958, kiedy pisał dla The Daily Telegraph przez dwa lata. W 1955 został Oficerem Orderu Imperium Brytyjskiego (OBE) za zasługi dla brytyjskiego łyżwiarstwa figurowego.
Był wszechstronnym sportowcem, trenował boks w klubie Blue w Cambridge, golf, curling, dwukrotnie występował w próbach wioślarskich Boat Race oraz reprezentował klub Thames Rowing Club w Grand Challenge Cup w Henley-on-Thames.

## Osiągnięcia
Z Mildred Allingham
| Zawody                        | 1923           | 1924           |                |                |                |                |                |                |                |                |                |                |                |                |                |                |                |
| Międzynarodowe                | Międzynarodowe | Międzynarodowe | Międzynarodowe | Międzynarodowe | Międzynarodowe | Międzynarodowe | Międzynarodowe | Międzynarodowe | Międzynarodowe | Międzynarodowe | Międzynarodowe | Międzynarodowe | Międzynarodowe | Międzynarodowe | Międzynarodowe | Międzynarodowe | Międzynarodowe |
| ----------------------------- | -------------- | -------------- | -------------- | -------------- | -------------- | -------------- | -------------- | -------------- | -------------- | -------------- | -------------- | -------------- | -------------- | -------------- | -------------- | -------------- | -------------- |
| Igrzyska olimpijskie          |                | 8              |                |                |                |                |                |                |                |                |                |                |                |                |                |                |                |
| Krajowe                       |                |                |                |                |                |                |                |                |                |                |                |                |                |                |                |                |                |
| Mistrzostwa Wielkiej Brytanii | 2              |                |                |                |                |                |                |                |                |                |                |                |                |                |                |                |                |

## Publikacje
- Your Book of Skating (Faber and Faber, 1962)
- The Art of Figure Skating (1962)
- The Girl's Book of Skating (Burke Publishing, 1959)
- Skating with T.D. Richardson (Sir Isaac Pitman & Sons, 1952)
- Ice Rink Skating (1949)
- The Complete Figure Skater (Methuen & Co, 1948)
- Modern Figure Skating (1930)

## Nagrody i odznaczenia
- Światowa Galeria Sławy Łyżwiarstwa Figurowego – 1976[3]
- Order Imperium Brytyjskiego (OBE – Oficer orderu) – 1955[1]